# الدبدوب المحبوب: الفلم
دبدوب المحبوب: الفيلم (بالإنجليزية: The Little Bear Movie أو Little Bear: The Movie) هو فيلم رسوم متحركة كندي للأطفال، صدر عام 2001، من إخراج ريموند جافيليس، الذي شارك في كتابة السيناريو مع جيمس ستيل ونانسي بار. وهو مستوحى من المسلسل التلفزيوني الكندي للأطفال المتحرك "دبدوب المحبوب"، والذي بدوره مستوحى من سلسلة كتب الأطفال التي تحمل الاسم نفسه، والتي كتبتها إلسي هولميلوند ميناريك، ورسمها موريس سينداك.
تمت دبلجة الفيلم في الوطن العربي وتم عرضه حصريا على قناة طيور الجنة الفضائية في عيد 2008.

## روابط خارجية
- مقالات تستعمل روابط فنية بلا صلة مع ويكي بيانات